# Terje Rypdal
Terje Rypdal (født 23. august 1947 i Oslo) er en norsk jazz-guitarist og -komponist. 
Oprindeligt spillede han Hank Marvin-inspireret rock i bandet The Vanguards, men siden 1968 har han helliget sig jazzen – først i Jan Garbareks orkester, senere i George Russells sekstet og orkester. Med sin deltagelse i jazzfestivalen i Baden-Baden i 1969, hvor han medvirkede i et band ledet af Lester Bowie, tog han et vigtigt skridt mod international popularitet. Mange af hans udgivelser er udgivet på det tyske pladeselskab ECM.   